# Furcifer angeli
Furcifer angeli är en ödleart som beskrevs av Brygoo och Domergue 1968. Furcifer angeli ingår i släktet Furcifer och familjen kameleonter. IUCN kategoriserar arten globalt som livskraftig. Inga underarter finns listade i Catalogue of Life.
Arten förekommer på nordvästra Madagaskar. Honor lägger ägg.